# Gary Cohen
Gary Cohen é um activista ambiental norte-americano e defensor da saúde. Em 1996, ele co-fundou a Health Care Without Harm, uma organização que defende que empresas de saúde e hospitais adoptem práticas mais ecológicas, especialmente no que diz respeito às mudanças climáticas. Por exemplo, eles defendem o aumento do treino profissional para funcionários e médicos e a cessação da incineração de resíduos médicos. Ele foi premiado com uma bolsa MacArthur em 2015.